# احبس أنفاسك (فلم 2024)
احبس أنفاسك (بالإنجليزية: Hold Your Breath) هو فيلم رعب نفسي -إثارة أمريكي صدر في عام 2024م من إخراج وكتابة كاري كروس، بطولة سارة بولسون، وأمياه ميلر، وآنا لي آشفورد، وألونا جين روبينز، وإيبون موس-باتخراتش.
تم عرضه لأول مرة في قسم العروض الخاصة في مهرجان تورنتو السينمائي الدولي في 12 سبتمبر 2024م، تلاه إصدار عبر الإنترنت كفيلم أصلي على Hulu من خلال فوكس سيرش لايت بيكتشرز في 3 أكتوبر 2024م.

## الملخص
في ثلاثينيات القرن العشرين في أوكلاهوما، أصبحت أم شابة تطاردها ذكريات الماضي مقتنعة بأن وجودًا غامضًا في العواصف الترابية يهدد عائلتها.

## الممثلون
- سارة بولسون في دور مارغريت بيلوم
- أميا ميلر في دور روز بيلوم
- آنالي آشفورد في دور إستر سميث
- ألونا جين روبينز في دور أولي بيلوم
- إيبون موس-باتخراتش في دور والاس جرادي
- بيل هيك في دور هنري بيلوم

## مراحل الإنتاج
في يونيو 2020م تم تعيين كاري كروس وويل جوينز لإخراج فيلم «Dust/ التراب» وهو فيلم رعب وإثارة نفسي كتبه كروس، ومن إنتاج أليكس ماديجان ولوكاس خواكين، وتم في البداية اختيار كلير فوي للدور الرئيسي.  وفي الشهر التالي تم اختيار سارة بولسون لتحل محل فوي، الذي اضطر إلى الانسحاب بسبب مشاكل في الجدول الزمني.  بحلول أغسطس وسبتمبر 2022م، تم الإعلان عن انضمام أنالي آشفورد وإيبون موس-باتخراتش وبيل هيك وأميا ميلر إلى فريق التمثيل. 
بدأ التصوير الرئيسي في 5 أغسطس 2022م في نيو مكسيكو. وتم توظيف ما يقرب من 152 فردًا من طاقم العمل في نيو مكسيكو و153 من المواهب المحلية. تشمل مواقع التصوير ستانلي وسانتا في وجاليستيو .  وبحلول أبريل 2024م، تمت إعادة تسمية الفيلم باسم «Hold Your Breath / إحبس أنفاسك » وبهذا العنوان صدر للجمهور. 

## الإصدار
في أكتوبر 2020م استحوذت شركة فوكس سيرش لايت بيكتشرز على الفيلم.  تم عرضه لأول مرة كجزء من تشكيلة العروض الخاصة في مهرجان تورنتو السينمائي الدولي في 12 سبتمبر 2024م، وتم إصداره لاحقًا بواسطة فوكس سيرش لايت بيكتشرز كفيلم أصلي لـ هولو في الولايات المتحدة في 3 أكتوبر 2024م. 

## السمعة
حصل الفيلم في موقع تجميع المراجعات الطماطم الفاسدة على 41% من أصل 34 مراجعة نقدية إيجابية، بمتوسط تقييم 5.3/10. أما موقع ميتاكريتيك، الذي يستخدم متوسطًا مرجحًا، فقد منح الفيلم درجة 51 من 100، بناءً على تقييم 7 نقاد مما يشير إلى مراجعات "مختلطة أو متوسطة".